# João da Silva, 6º senhor de Vagos
João da Silva, 3.° do nome, VI senhor de Vagos, alcaide-mor de Montemor-o-Velho e de Lagos, comendador de Messejana, na Ordem de São Tiago e regedor da Casa da Suplicação, por direito de primogenitura, como seus avós.
"Deve ser chamado o Regedor das Justiças por excelência, e um magistrado exemplar, segundo o dizer dos contemporâneos e dos pósteros. Se não ocupou o cargo os quarenta anos - de que fala o epitáfio do seu túmulo no Mosteiro de São Marcos de Coimbra (mas somente uns trinta e cinco), é, contudo, certo que o regeu, como nenhum outro Silva, antes ou depois".
"Os seus feitos militares passaram-se todos no Norte de África, onde gastou o melhor da vida. E este amor das lutas heróicas o fez talvez trocar a pacifica alcaidaria de Montemor-o-Velho, nos férteis campos do Mondego, por idêntico cargo em Lagos, no Algarve, onde tinha o mouro à vista e à mão da lança".

## Biografia
Em 1498 (com 16 annos apenas) acompanhou El-Rei D. Manuel I e a Rainha D. Isabel a Castela, onde foram jurados Príncipes herdeiros da monarquia vizinha. De 1510 a 1518 vemo-lo batalhando em África; em 1510 na defesa de Arzila ; em 1513 com o Duque D. Jaime na tomada de Azamor, onde foi um dos primeiros no assalto; depois obrando proezas na expedição de Benacafiz e Tafuf e na sangrenta batalha dos Alcaides (1514), ao lado do general de Azamor D. João de Menezes, seu tio.
Em 1518 regressou a Portugal, sendo sempre muito favorecido pelo mesmo rei, a cuja morte assistiu (13 de Dezembro de 1521).
D. João III de Portugal distinguiu-o sobremodo também; deu-lhe o cargo de Regedor das Justiças em 1522, por renuncia de seu pai, e n'ele continuou até 1557, ano em que faleceu, a 10 de Junho, com 75 anos de idade.

## Dados genealógicos
Filho primogénito de Ayres da Silva e D. Guiomar de Castro.
Casou com D. Joana de Castro, que jaz com ele; era filha de D. Diogo Pereira, conde da Feira, e de D. Beatriz de Castro (irmã de D. Pedro de Castro, 3.º conde de Monsanto).
D'esta senhora teve :
- Diogo da Silva (1511-1556), alcaide-mor de Lagos, casado com D. Antónia de Vilhena, filha de D. Diogo Lobo da Silveira, 2.º barão de Alvito, e de D. Leonor de Vilhena, sua segunda mulher e irmã de D. Luís da Silveira, 1.º conde da Sortelha. Com geração;[4]
- Jorge da Silva, do Conselho de D. Sebastião, cavaleiro de grande fama, chamado, ora Pai da Pátria pelas suas virtudes, ora Pai dos Pobres pela sua insigne clemência.[4] Sem descendência;[2]
- Rui Pereira da Silva, alcaide-mor de Silves, casado com D. Isabel Coutinho, senhora do Morgadio de Santo António de Casais.[4] Com geração que inclui D.Jorge da Silva;
- Luís da Silva, embaixador em Castela;[4]
- João Gomes da Silva, clérigo;[4]
- D. Guiomar de Castro, casada com D. Rodrigo Lobo, 3.º barão de Alvito;[4]
- D. Ana de Menezes, casada com D. Diogo de Frojaz Pereira, seu primo co-irmão, 4.º conde da Feira;[4]
- D. Antónia de Castro, casada com Lourenço de Brito, senhor dos morgados de S. Lourenço de Lisboa e Santo Estêvão de Beja;[4]
- D. Maria;
- D. Leonor da Silva e
- D. Francisca, todas três freiras.[4]